# Agustín Faura
Agustín Faura Badía (Gavá, Barcelona, España, 3 de septiembre de 1927 — Barcelona, España, 29 de enero de 2013) fue un futbolista español que se desempeñaba como defensa.

## Clubes
| Club              | País   | Año       |
| ----------------- | ------ | --------- |
| R. C. D. Espanyol | España | 1953-1959 |